# Teki Kociewskie
Teki Kociewskie – pierwsze kociewskie czasopismo elektroniczne. „Teki Kociewskie” są periodykiem popularno-naukowym wydawanym przez Oddział Kociewski Zrzeszenia Kaszubsko-Pomorskiego w Tczewie i publikowanym na stronach Skarbnicy Kociewskiej.

## Historia pisma
Pomysł pisma powstał przy pracach nad Kociewską Biblioteka Internetową. Okazało się, że przedstawiciele młodej inteligencji kociewskiej, zwłaszcza studenci i absolwenci, dysponują już znacznym dorobkiem drobnych prac naukowych i popularyzatorskich, tworzonych zazwyczaj na potrzeby zajęć na studiach. Zastanawiając się nad formą zamieszczania takich prac na KBI powstał pomysł redagowania ich w formie czasopisma. Jednocześnie periodyk taki zaspokajać mógł potrzebę kronikarską dokumentowania aktywności Oddziału Kociewskiego ZKP w Tczewie. Ze względu na różnorodną treść i formę planowanych artykułów przyjęto nazwę „Tek”. Pierwszy numer ukazał się w październiku 2007 roku.
Aktualnie (2017 rok) "Teki" są jednym z nielicznych periodyków regionalnych poświęconych Kociewiu (obok "Kociewskiego Magazynu Regionalnego i "Rydwanu"). O znaczeniu czasopisma świadczą nagrody dla redaktorów czasopisma wręczone na początku 2012 r. Michał Kargul otrzymał Kociewskie Pióro za działalność publicystyczną w 2011 roku, zaś w tej samej dziedzinie Krzysztof Korda został nagrodzony Pierścieniem Mechtyldy.

## Struktura pisma
„Teki Kociewskie” podzielone są na trzy działy:
- „Społeczeństwo, kultura język” – w którym publikowane są materiały dotyczące spraw związanych z regionalizmem kociewskim i pomorskim, gwary kociewskiej i problemów społecznych Kociewia;
- „Z kociewsko-pomorskich dziejów” – w którym publikowane są artykuły studentów i doktorantów historii poświęconych dziejom regionu;
- „Z życia Zrzeszenia” – gdzie zamieszczane są materiały kronikarskie dotyczące dzielności oddziału tczewskiego oraz dyskusje poświęcone problematyce regionalnej.

## Materiały posesyjneNadwiślańskich Spotkań Regionalnych
Od drugiego numeru „Tek” przyjęły one charakter materiałów posesyjnych z kilkudniowej konferencji Nadwiślańskie Spotkania Regionalne organizowanej w październiku, przez Oddział Kociewski Zrzeszenia Kaszubsko-Pomorskiego w Tczewie. Zawartość czasopisma wypełniły wystąpienia i prace uczestników oraz zapis dyskusji przeprowadzonej w trakcie „Spotkań”. Numer ten, dzięki dofinansowaniu Samorządu Województwa Pomorskiego oraz Samorządu Miasta Tczewa ukazał się także w skromnym nakładzie drukowanym. Także kolejne numery (pod koniec 2016 roku wyszedł numer dziesiąty) ukazały się pod dwiema postaciami: cyfrowej i papierowej. W 2016 roku wydano w wersji papierowej także numer pierwszy.

## ISSN
Wersja elektroniczna „Tek Kociewskich” została zarejestrowana przez Bibliotekę Narodową pod numerem ISSN: "1689 - 6398".
Wersja drukowana natomiast otrzymała numer ISSN:
"1689 - 5041".